# 長岡警察署
長岡警察署（ながおかけいさつしょ）は、新潟県警察が設置している警察署。大規模署であり、署長の階級は警視正。

## 管轄区域
- 長岡市（旧：長岡市・栃尾市・越路町・山古志村区域）

## 所在地
- 新潟県長岡市水道町3丁目5-60

## 沿革
- 1872年（明治5年）：長岡取締所として発足
- 1876年（明治9年）：長岡警察署となる
- 1982年（昭和57年）：現庁舎完成
- 2006年（平成18年）4月1日：栃尾警察署と合併する。合併に伴い、栃尾警察署は長岡警察署栃尾幹部交番に改称する。

## 組織
- 警務課
- 会計課
- 留置管理課
- 生活安全課
- 地域第一課
- 地域第二課
- 地域第三課
- 刑事第一課
- 刑事第二課
- 交通課
- 警備課

## 幹部交番

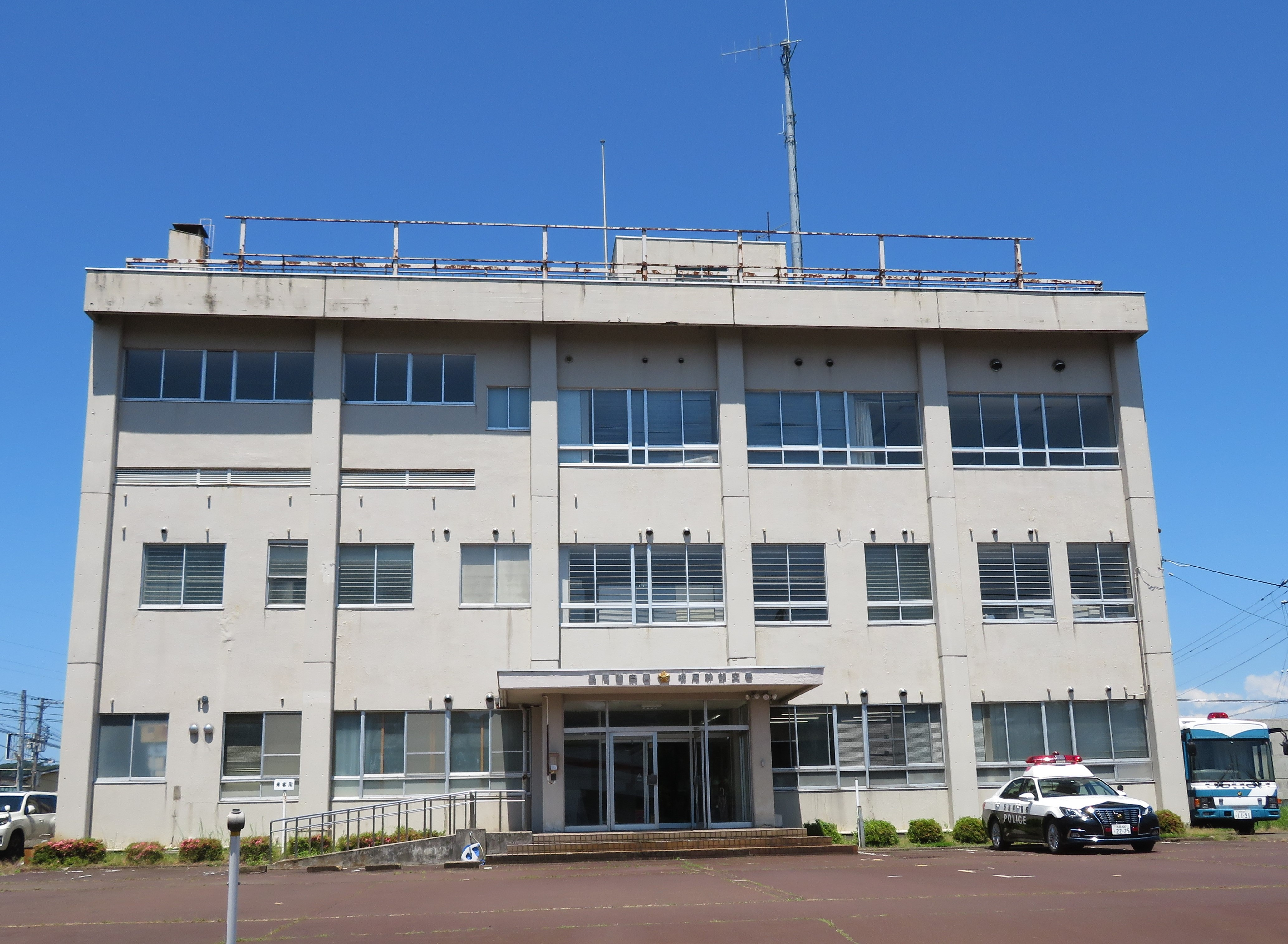
栃尾幹部交番

- 栃尾幹部交番（長岡市新栄町3丁目1-13）

## 交番
- 長岡駅交番（長岡市城内町2丁目794-4）
- 川崎交番（長岡市川崎5丁目2435-1）
- 千手交番（長岡市西千手2丁目6-10）
- 宮内交番（長岡市曲新町685-1）
- 四郎丸交番（長岡市四郎丸2丁目1-17）
- 悠久町交番（長岡市悠久町3丁目934）
- 緑町交番（長岡市緑町1丁目51）
- 下柳交番（長岡市荻野1丁目7-8）
- 新町交番（長岡市西新町2丁目8-18）
- 希望が丘交番（長岡市喜多町1122-9）
- 越路交番（長岡市浦715-13）

## 駐在所
- 深沢町駐在所（長岡市深沢町273-6）
- 塚山駐在所（長岡市西谷3307-1）
- 滝谷町駐在所（長岡市滝谷町1855-3）
- 関原町駐在所（長岡市関原町1丁目1072-1）
- 宮本東方町駐在所（長岡市宮本東方町1016-2）
- 下々条町駐在所（長岡市下々条町2473-2）
- 浦瀬町駐在所（長岡市浦瀬町530-1）
- 亀貝町駐在所（長岡市亀貝町439-3）
- 竹沢駐在所（長岡市山古志竹沢甲2491）
- 蓬平町駐在所（長岡市蓬平町1360-2）
- 北荷頃駐在所（長岡市北荷頃736-2）
- 二日町駐在所（長岡市二日町306）
- 東谷駐在所（長岡市栃尾泉336-1）
- 吹谷駐在所（長岡市吹谷55-1）